# Tanana (Alaska)
Pour les articles homonymes, voir Yukon.
Tanana (en koyukon : Hohudodetlaatl Denh) est une localité d'Alaska aux États-Unis, dans la région de recensement de Yukon-Koyukuk. Au recensement de 2010, sa population était de 246 habitants.

## Géographie

### Situation
Tanana est située à 3 km du confluent de la rivière Tanana et du Yukon, à 209 km à vol d'oiseau de Fairbanks.

### Démographie
| Groupe               | Tanana | Alaska | États-Unis |
| -------------------- | ------ | ------ | ---------- |
| Autochtones d'Alaska | 86,6   | 14,8   | 0,9        |
| Blancs               | 9,8    | 66,7   | 72,4       |
| Métis                | 2,9    | 7,3    | 2,9        |
| Asiatiques           | 0,4    | 5,4    | 4,8        |
| Autres               | 0,4    | 9,4    | 19,0       |
| Total                | 100    | 100    | 100        |
|                      |        |        |            |
| Latino-Américains    | 0,4    | 5,5    | 16,7       |

Selon l'American Community Survey, pour la période 2011-2015, 87,59 % de la population âgée de plus de cinq ans déclarent parler l'anglais à la maison, 10,90 % déclarent parler une langue amérindienne, 0,75 % le russe et 0,75 % une autre langue.
En 2010, la population autochtone est exclusivement composée d'athabascans.
| 1880 | 1890 | 1900 | 1910 | 1920 | 1930 | 1940 |
| ---- | ---- | ---- | ---- | ---- | ---- | ---- |
| 27   | 120  | 186  | 398  | 213  | 185  | 170  |

| 1950 | 1960 | 1970 | 1980 | 1990 | 2000 | 2010 |
| ---- | ---- | ---- | ---- | ---- | ---- | ---- |
| 228  | 349  | 406  | 388  | 345  | 308  | 246  |

### Climat
Les températures moyennes vont de −44 °C à −26 °C en janvier et de 18 °C à 21 °C en juillet.
| Mois                                  | jan.       | fév.     | mars     | avril    | mai      | juin    | jui.    | août    | sep.     | oct.     | nov.     | déc.     | année      |
| ------------------------------------- | ---------- | -------- | -------- | -------- | -------- | ------- | ------- | ------- | -------- | -------- | -------- | -------- | ---------- |
| Température minimale moyenne (°C)     | −27,4      | −23,7    | −21,3    | −9,1     | 0,8      | 7,4     | 9,3     | 6,2     | 0,8      | −8,1     | −20      | −24,9    | −9,2       |
| Température moyenne (°C)              | −22,9      | −18,4    | −14,3    | −2,6     | 7,8      | 14,3    | 15,4    | 12      | 5,9      | −4,3     | −15,9    | −20,7    | −3,6       |
| Température maximale moyenne (°C)     | −18,4      | −13,2    | −7,3     | 4,1      | 14,9     | 21,2    | 21,6    | 17,7    | 11       | −0,4     | −11,9    | −16,4    | 1,9        |
| Record de froid (°C) date du record   | −59,8 1989 | −56 1903 | −49 1956 | −40 1920 | −26 1945 | −5 1933 | −2 1936 | −7 1985 | −16 1992 | −33 1907 | −47 1990 | −53 1961 | −59,8 1989 |
| Record de chaleur (°C) date du record | 5 2009     | 7 1943   | 16 1905  | 21 2009  | 32 2011  | 34 1969 | 33 1946 | 32 1907 | 26 1957  | 19 2003  | 7 1997   | 8 1934   | 34 1969    |
| Précipitations (mm)                   | 9,7        | 11,2     | 6,1      | 8        | 16,3     | 37,6    | 49,5    | 68,1    | 42,7     | 18       | 14,2     | 10,4     | 291,8      |
| dont neige (cm)                       | 19,6       | 21,1     | 14       | 7,4      | 1        | 0       | 0       | 0       | 2,3      | 14,2     | 23,4     | 27,7     | 130,7      |
| Nombre de jours avec précipitations   | 4,3        | 4,1      | 3,4      | 2,8      | 6,9      | 10,8    | 12,3    | 14,5    | 11,9     | 6,9      | 5,4      | 6        | 89,3       |
| Nombre de jours avec neige            | 7,5        | 7,6      | 5,9      | 3,4      | 0,4      | 0       | 0       | 0       | 0,7      | 6,9      | 10,6     | 11,3     | 54,3       |

| Diagramme climatique                                  |                |              |          |             |             |             |             |           |            |              |                |
| J                                                     | F              | M            | A        | M           | J           | J           | A           | S         | O          | N            | D              |
| −18,4−27,49,7                                         | −13,2−23,711,2 | −7,3−21,36,1 | 4,1−9,18 | 14,90,816,3 | 21,27,437,6 | 21,69,349,5 | 17,76,268,1 | 110,842,7 | −0,4−8,118 | −11,9−2014,2 | −16,4−24,910,4 |
| Moyennes : • Temp. maxi et mini °C • Précipitation mm |                |              |          |             |             |             |             |           |            |              |                |

## Histoire
À cause de son emplacement, au confluent de deux rivières, Tanana a toujours été un lieu de commerce entre les Athabaskans bien avant l'arrivée des Européens. En 1880, un comptoir de l'Alaska Commercial Company a été établi à environ 21 km en aval de l'endroit de la localité actuelle. Des missionnaires canadiens y installèrent une mission, et entre 1887 et 1900, construisirent une école et un hôpital, lesquels furent les points de départ de nombreux changements aux alentours. En 1898, Fort Gibbon, une station de la ligne télégraphique entre Fairbanks et Nome a été ouverte, accompagnée de la poste et d'autres comptoirs.
Mais après 1906, les chercheurs d'or abandonnèrent la région. Fort Gibbon a été fermé en 1923, et l'hôpital transféré dès 1920. Pendant la Seconde Guerre mondiale, une base aérienne a été installée près de Tanana, pour le ravitaillement de la flotte, tandis qu'un nouvel hôpital a été construit en 1949.
La majorité des habitants travaille actuellement dans les différents services locaux, hôpital, école, conseil tribal, ou exerce des activités saisonnières comme la chasse, la pêche commerciale, ou la construction.